# Yolanda García Serrano
Yolanda García Serrano (Madrid, 1958) és una guionista, directora i escriptora espanyola, guanyadora entre altres d'un premio Goya al millor guió per la pel·lícula Todos los hombres sois iguales (1994).

## Trajectòria
García va estudiar Relacions Públiques i va treballar durant alguns anys com a secretària alhora que iniciava els seus estudis d'art dramàtic. Va començar de seguida a participar en un grup de teatre i a escriure petites obres, primer per al públic infantil i després per a adults. Va estudiar escriptura dramàtica amb els escriptors Fermín Cabal, José Luis Alonso de Santos i Jesús Campos i més tard va estudiar narrativa audiovisual i cinematogràfica, a més de direcció de cinema. A partir d'aquest moment, va compaginar l'escriptura per al cinema, la televisió i el teatre.
En 1986, i dins d'un taller de dramatúrgia del Centro Nacional de Nuevas Tendencias, al seva obra La llamada es del todo inadecuada va ser seleccionada al costat d'altres dues per a ser representada al Círculo de Bellas Artes de Madrid. Es tractava d'un projecte totalment nou en la dramatúrgia espanyola amb una obra emmarcada en el teatre de l'absurd. Es va iniciar en el guió cinematogràfic amb Joaquim Oristrell, Lola Salvador i Manolo Matji, però malgrat haver passat per escoles especialitzades amb guionistes estatunidencs i hispans, García confessa que va aprendre l'ofici escrivint, llegint, anant molt al cinema «i tirant molts guions al cistell». Més tard, ella també va passar a ensenyar a l'Escola de Cinematografia i de l'Audiovisual de la Comunitat de Madrid.
En 1988, va iniciar la seva carrera com a guionista professional amb treballs per al cinema, programes i sèries de televisió on continua. Des del principi va formar equip treballant en col·laboració amb Manuel Gómez Pereira, Juan Luis Iborra i Joaquim Oristrell. En 1994 i en col·laboració amb ells va guanyar el premi Goya al millor guió per Todos los hombres sois iguales. Entre les sèries en les quals ha participat destaquen Farmacia de guardia (1991-1995), Abuela de verano (2005), Clara Campoamor, la dona oblidada (2011) i Fugitiva (2018). I en cinema, ¿Por qué lo llaman amor cuando quieren decir sexo? (1993), El amor perjudica seriamente la salud (1997), Reinas (2005) i Dieta mediterrània (2008).
En 1997, va dirigir i va escriure al costat de Juan Luis Iborra el guió d' Amor de hombre, que després va convertir en novel·la. El film va guanyar el l Premi a la millor pel·lícula del L.A. Gai & Lesbian Film Festival. Després de deu anys apartada de l'escena, va tornar en 1998 amb una comèdia sobre el matrimoni, escrita expressament per a tres actrius, Carmen Balagué, Elisa Matilla i Rosario Santesmases, titulada Qué asco de amor. Va rebre el Premi Hogar Sur de Teatro de Comedias que organitza la Fundación Pedro Muñoz Seca. Amb Dónde pongo la cabeza, estrenada en 2006, va guanar el premi Chivas Telón.
En 2000, de nou junt Juan Luis Iborra, va dirigir i va escriure Km. 0, premi a la millor pel·lícula del Festival de Torí. Dos anys més tard, va estrenar la seva primera pel·lícula en solitari, una comèdia familiar, Hasta aquí hemos llegado (2002). La seva obra teatral estrenada a Nova York en 2010, Ser o no ser Cervantes, aconseguí tres premis HOLA (Hispanic Organization of Latin Actors). En 2011 va ser la primera dona espanyola que va estrenar i dirigir la seva obra a Nova York: Good sex. Good day. Lo que ellos ignoran de ellas. Al costat de Juan Carlos Rubio va rebre el premi Lope de Vega 2013 per una obra encara no estrenada: Shakespeare nunca estuvo aquí. En 2013, se li va encarregar la direcció artística de la gala dels premis Max, presentats aquest any per l'actor Álex O'Dogherty.
Sempre s'ha mogut en el terreny de la comèdia, que era per a ella una manera d'enfrontar-se i superar la realitat més dramàtica, fins que en 2016 va estrenar el seu primer drama, Corre!, en col·laboració amb Joaquim Oristrell, basada en la seva pròpia experiència, segons va explicar en l'entrevista realitzada per Pepa Fernández en el programa No es un día cualquiera de Radio Nacional de España l'octubre de 2017.
EEn 2017 va quedar finalista, en duel amb Ignacio del Moral, en el I Torneig de Dramatúrgia del Teatro Español amb la seva obra Parapeto. Ignacio del Moral va guanyar finalment el certamen. També ha fet incursió en el microteatre amb l'obra La novia de nuestro hijo no es nuestra hija.
En algunes de les seves obres cinematogràfiques intervé com a protagonista o actriu de repartiment la seva filla Cora Tiedra, que també ha intervingut en algunes sèries de televisió.

## Premis y recononeixements
Premis Goya
| Any       | Categoria            | Pel·lícula                     | Resultat   |
| --------- | -------------------- | ------------------------------ | ---------- |
| IX edició | Millor guió original | Todos los hombres sois iguales | Guanyadora |

Medalles del Cercle d'Escriptors Cinematogràfics
| Any  | Categoria            | Pel·lícula                     | Resultat  |
| ---- | -------------------- | ------------------------------ | --------- |
| 1994 | Millor guió original | Todos los hombres sois iguales | Guanyador |

- En 2018 va rebre Premi Nacional de Literatura Dramàtica per Corre.[18]
- En 2017 va quedar finalista al I Torneig de Dramatúrgia del Teatro Español amb la seva obra Parapeto.
- En 2013 va rebre el premi Lope de Vega 2013 per Shakespeare nunca estuvo aquí
- El premi Chivas Telón per «Dónde pongo la cabeza»
- En 2010 va rebre tres HOLA (Hispanic Organization of Latin Actors) per «Ser o no Cervantes».
- En 1998 va rebre el 'Premio Hogar sur de comedias' pel seu text 'Qué asco de amor

## Obra

### Cinema
- 1991. Salsa rosa.
- 1994. Todos los hombres sois iguales.
- 1997. Amor de hombre.
- 2000. Km. 0.
- 2002. Hasta aquí hemos llegado.

### Televisió
- Farmacia de Guardia
- Abuela de verano
- 2018. Fugitiva.

### Llibres
- 1993. Línea caliente.
- 1997. Amor de hombre, novela basada en el guión cinematográfico de la autora en colaboración con Juan Luis Iborra.
- 2000. Siempre me enamoro del hombre equivocado.
- 2001. De qué va eso del amor, en coautoría con Verónica Fernández Rodríguez. Primer premio Destino-Guion.
- 2004. Mujer casada busca gente que la lleve al cine.
- 2007. Descalza por la vida, en coautoría con Verónica Fernández Rodríguez.

### Teatre
- 1998. Qué asco de amor.
- 2007. Dónde pongo la cabeza.
- 2013. Shakespeare nunca estuvo aquí, en coautoría con Juan Carlos Rubio. Premio Lope de Vega.[19]
- 2016. ¡Corre!, en colaboración con Joaquín Oristrell.[12]